# Арго, Виктор
Виктор Арго (англ. Victor Argo; 5 ноября 1934, Нью-Йорк — 7 апреля 2004, там же) — американский актёр пуэрториканского происхождения, обычно играл роль крутого плохого парня в гангстерских фильмах.

## Ранние года
Настоящее имя актёра Виктор Хименес. Родился в Бронксе, Нью-Йорк в 1934 году. Мать и отец были выходцами из города Кебрадильяс, Пуэрто-Рико.

## Актерская карьера
Арго начал свою карьеру как театральный актёр. Выступая в пьесах Офф-Бродвея в 1960-х годах, Арго встретил Йоко Оно, с которым он участвовал в движении «Happening». Он также подружился с тогда ещё начинающим актёром Харви Кейтелем, с которым оставался в близкой дружбе на протяжении сорока лет. В 1977 году Арго стал одним из основателей театральной группы «Риверсайд Шекспир» в Нью-Йорке, много гастролировал.
В 1970-х Арго дебютировал в кино небольшой ролью в фильме «Нечестивые ролики», его телевизионным дебютом стал в фильм «Улыбайся, Дженни, ты покойница». Вскоре он стал востребованным актёром кино, его часто приглашали сниматься такие режиссёры, как Мартин Скорсезе, Абель Феррара и Вуди Аллен.
Среди фильмов, в которых он снялся, можно выделить картины «Таксист», «Король Нью-Йорка», «Нью-йоркские истории», «Последнее искушение Христа», «Плохой лейтенант», «Настоящая любовь» и «Бар «Гадкий койот» . В 2001 году он сыграл отца Дженнифер Лопес в романтической драме »Глаза ангела". Среди его телевизионных работ можно выделить сериалы «Бак Роджерс в XXV веке», «Закон и порядок» и «Полиция Майами». Всего он снялся в 75 художественных лентах и более чем 20 сериалах.

## Фильмография
Среди фильмов, в которых Арго играл роль, были следующие:
- Берта по прозвищу Товарный Вагон (1972)
- Злые улицы (1973)
- Человек, несущий смерть (1974)
- Таксист (1976)
- Роза (1979)
- Мошенничество (1982)
- Влюблённые (1984)
- Отчаянно ищу Сьюзен (1985)
- После работы (1985)
- Не в своей тарелке (1986)
- Без компромиссов (1986)
- Специалист по съёму (1987)
- Последнее искушение Христа (1988)
- Её алиби (1989)
- Нью-йоркские истории (1989)
- Преступления и проступки (1989)
- Король Нью-Йорка (1990)
- Быстрые перемены (1990)
- Макбэйн (1991)
- Тени и туман (1991)
- Плохой лейтенант (1992)
- Настоящая любовь (1993)
- Опасная игра (1993)
- Неприятности с обезьянкой (1994)
- Любить кого-то (1994)
- Дым (1995)
- С унынием в лице (1995)
- Экстремальная ситуация (1995)
- Похороны (1996)
- Отель «Новая роза» (1998)
- Пёс-призрак: путь самурая (1999)
- Ярды (2000)
- Бар «Гадкий койот» (2000)
- Наперекосяк (2001)
- Глаза ангела (2001)
- Не говори ни слова (2001)

## Более поздние годы
Незадолго до своей смерти Арго воплотил мечту всей жизни выступить на Бродвее, где сыграл в роль Сантьяго, владельца сигарной фабрики, в драме, получившей Пулитцеровскую премию, — «Анна в тропиках». Последнюю роль на большом экране он сыграл в фильме «Блеск» режиссёра Арта Джоунса, фильм вышел в 2005 году. Арго умер в Нью-Йорке в католическом медицинском центре Сент-Винсента 7 апреля 2004 года от осложнений рака легких в возрасте 69 лет. Его тело было пожертвовано Манхэттенскому колледжу для медицинской науки.